# Chlorid rtuťný
Chlorid rtuťný je anorganická sloučenina se vzorcem Hg2Cl2. V přírodě jej lze vzácně nalézt jako minerál kalomel. Dříve se používal jako projímadlo, ale dnes se již upouští od užívání rtuti ve farmaceutickém průmyslu. Využívá se také při konstrukci referenčních elektrod v elektrochemii.